# Atentado de Estambul de marzo de 2016
El atentado del 19 de marzo de 2016 en Estambul fue un ataque suicida ocurrido el 19 de marzo de 2016, en una concurrida calle comercial peatonal de Estambul, Turquía matando a al menos cinco personas (una de ellas el propio terrorista), según el gobernador de la ciudad de Estambul. Otras 36 personas resultaron heridas en el ataque. El autor estaba entre los muertos y se presume que era perteneciente al Daesh.

## Hechos
El atentado tuvo lugar en el exterior de una oficina municipal del gobierno local en la avenida de İstiklal, una importante vía comercial de Turquía, donde además hay cafeterías, restaurantes, bares y consulados extranjeros, explicó el gobernador, Vasip Sahin.
Los medios de comunicación turcos acusan a un militante del Estado Islámico (ISIS) del hecho. Aunque en principio el Gobierno turco había asegurado que todos los fallecidos eran de nacionalidad turca, posteriormente se confirmó que entre los muertos había dos de nacionalidad estadounidense y dos israelíes. Entre los heridos, doce son extranjeros, presumiblemente turistas. Según una circular del Ministerio de Sanidad, seis de ellos son israelíes y hay varios europeos, el ataque se produjo a las 10.55 a. m.

## Víctimas
| Nacionalidad            | Muertos | Heridos | Total | Referencia. |
| ----------------------- | ------- | ------- | ----- | ----------- |
| Turquía                 | 0       | 24      | 24    | [ 6 ]       |
| Israel                  | 1       | 6       | 7     | [ 6 ] [ 7 ] |
| Israel / Estados Unidos | 2       | 0       | 2     | [ 7 ]       |
| Irán                    | 1       | 1       | 2     | [ 6 ]       |
| Irlanda / Argelia       | 0       | 2       | 2     | [ 6 ] [ 8 ] |
| Alemania                | 0       | 1       | 1     | [ 6 ]       |
| Irlanda                 | 0       | 1       | 1     | [ 6 ]       |
| Emiratos Árabes Unidos  | 0       | 1       | 1     | [ 6 ]       |
| Total                   | 4       | 36      | 40    |             |